# 다이몬역 (도쿄도)
다이몬역(일본어: 大門駅)은 일본 도쿄도 미나토구 하마마쓰초에 있는 철도역이다.

## 타는 곳
| 1 | ○ 도영 지하철 아사쿠사 선 | 센가쿠지 · 니시마고메 · 하네다쿠코 · 미사키구치 방면   |
| 2 | ○ 도영 지하철 아사쿠사 선 | 니혼바시 · 오시아게 · 나리타쿠코 · 인바니혼이다이 방면 |
| 3 | ○ 도영 지하철 오에도 선   | 료고쿠 · 이다바시 방면                                 |
| 4 | ○ 도영 지하철 오에도 선   | 롯폰기 · 도초마에 · 히카리가오카 방면                  |

## 역세권 정보
- 문화방송
- 미나토 구청
- 세계 무역 센터 빌딩
- 조조지(増上寺)
- 하마마쓰초역

## 역사
- 1964년 10월 1일: 아사쿠사 선의 역이 영업 개시.
- 2000년 12월 12일: 오에도 선의 역이 영업 개시, 환승역이 됨.

## 사진

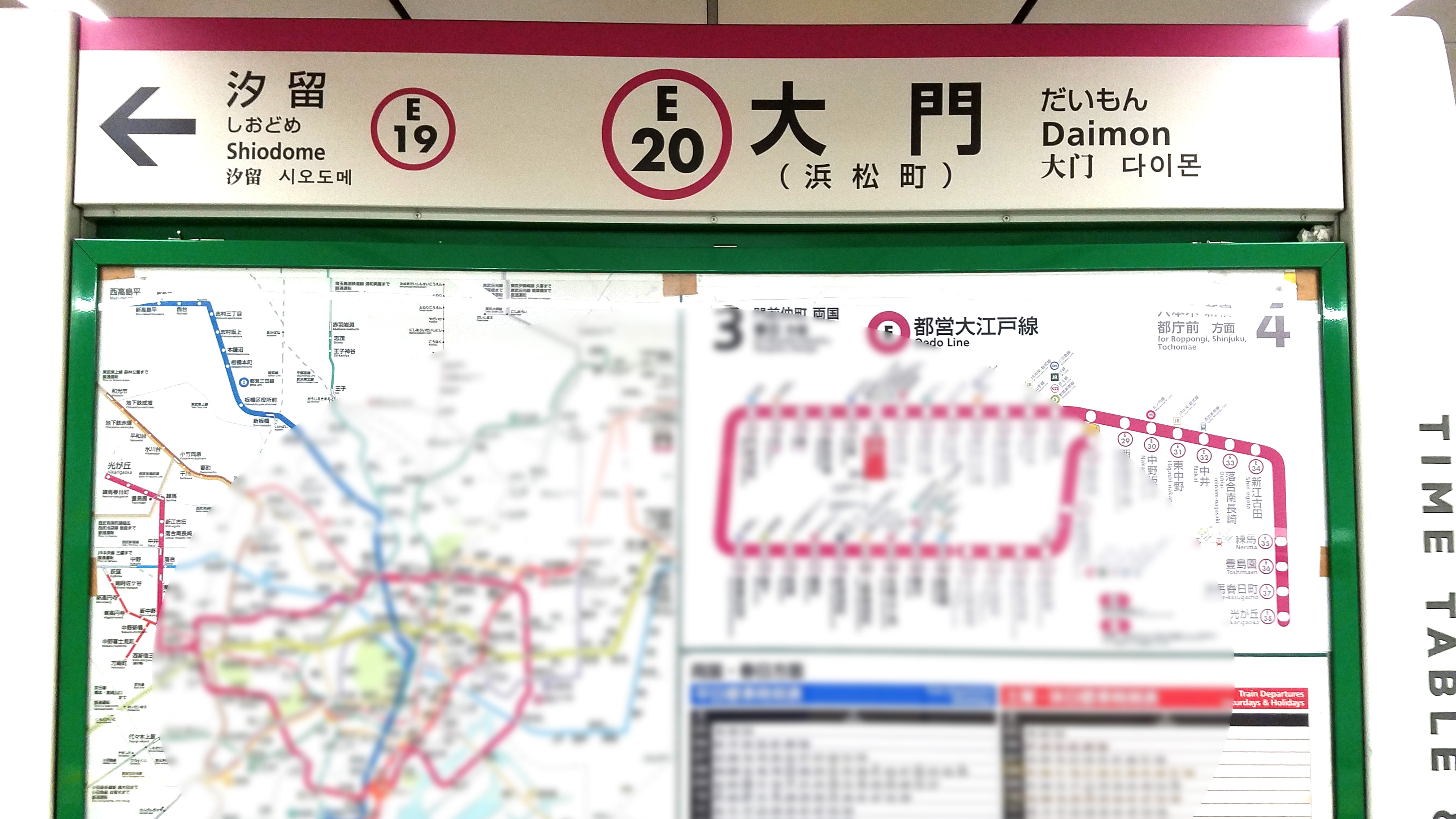
오에도선 역명판
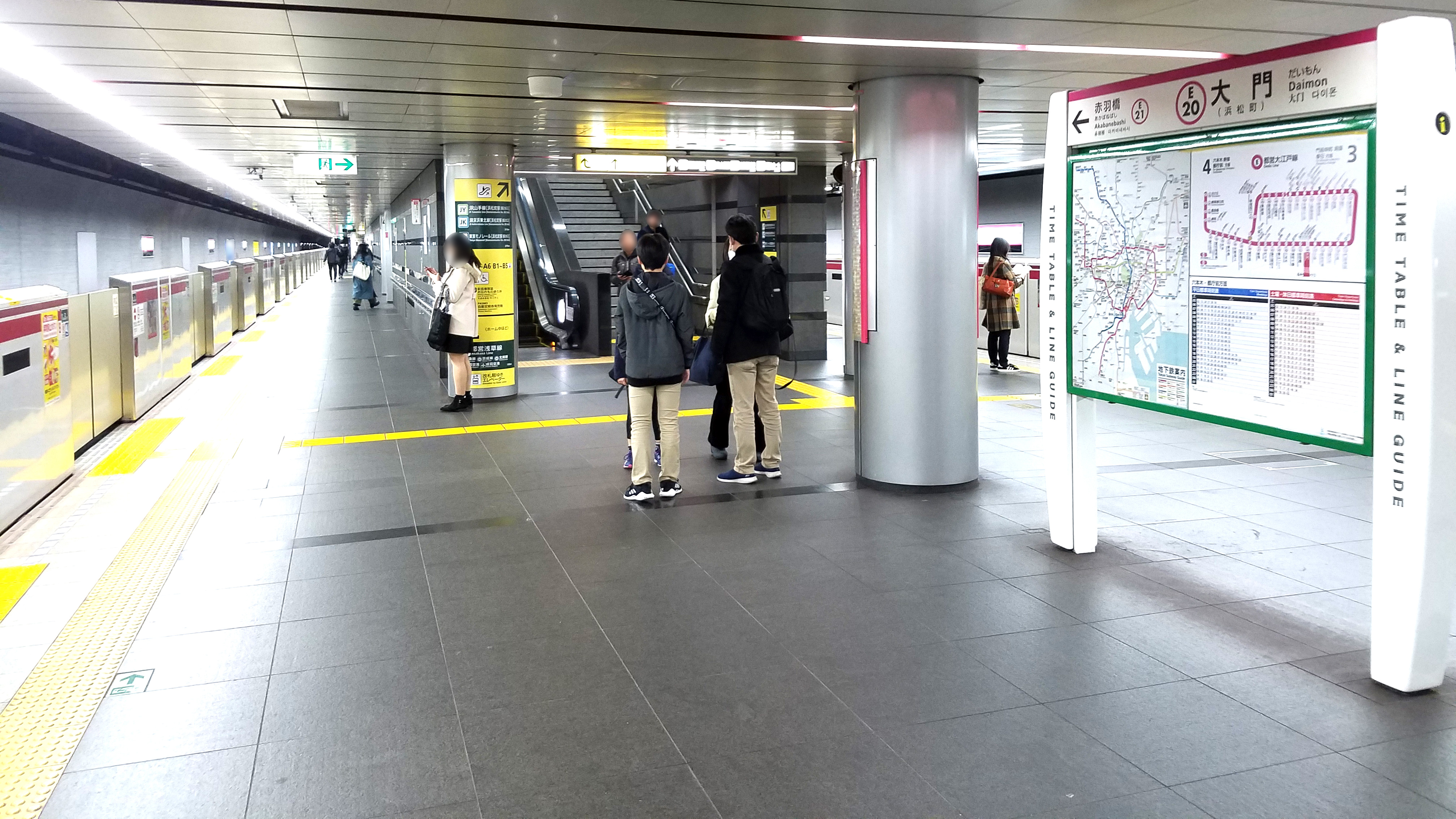
오에도선 승강장

## 인접역
| 도쿄도 교통국 아사쿠사선   | 도쿄도 교통국 아사쿠사선 | 도쿄도 교통국 아사쿠사선           |
| -------------------------- | ------------------------ | ---------------------------------- |
| A08 미타 니시마고메 방면   | 아사쿠사선               | A10 신바시 오시아게 방면           |
| 도쿄도 교통국 오에도선     |                          |                                    |
| E19 시오도메 도초마에 방면 | 오에도선                 | E21 아카바네바시 히카리가오카 방면 |